# Sebastián Pineda Henríquez
Sebastián Pineda (Concepción, VIII Región del Bío Bío, Chile; 20 de noviembre de 1990) es un futbolista chileno. Juega como delantero. Es un juvenil ascendido el año 2008 en Ñublense, por el entrenadador Fernando Díaz.

## Clubes
| Club              | País  | Año         |
| ----------------- | ----- | ----------- |
| Ñublense          | Chile | 2008-2009   |
| Colchagua         | Chile | 2010-2011   |
| A. Fernández Vial | Chile | 2012 - 2013 |

- Datos: Q5851429